# Rubus hassicus
Rubus hassicus es una especie de planta del género Rubus, perteneciente a la familia Rosaceae.

## Taxonomía
Rubus hassicus fue descrita por H. E. Weber en 1996.

## Distribución
Se encuentra en el territorio de Alemania.